# サンドイッチガールの逆襲
『サンドイッチガールの逆襲』（サンドイッチガールのぎゃくしゅう、原題：三明治女孩的逆襲）は台湾のテレビドラマ。
2018年4月15日から2018年8月12日まで台湾の台視で放送された。日本では2019年1月17日からホームドラマチャンネルで放送された。全28話。

## キャスト
| 役名                            | 俳優名                           | 役柄                                          |
| ------------------------------- | -------------------------------- | --------------------------------------------- |
| ルオ・チョンカイ （駱承凱）     | 張立昂 （マーカス・チャン）      | ラ・ファブズのCEO                             |
| スー・シャオチン （蘇筱青）     | 葉星辰 （エスター・イェ）        | ラ・ファブズの営業部チーフ                    |
| チュー・ズージュン （瞿子峻）   | 林子閎 （ツーホン、SpeXial）     | フリーカメラマン シャオチンのルームメイト     |
| グー・ジャオシュエン （顧照軒） | 邵翔 （ショーン・シャオ）        | 縫製工場社長                                  |
| ハン・ジーシン （韓知心）       | 廖奕琁 （ケリー・リャオ）        | ラ・ファブズのデザイナー                      |
| ワン・グイフェイ （萬貴妃）     | 鄭家楡 （ジョン・ジアユー）      | ラ・ファブズのクリエイティブ・ディレクター    |
| ジア・ボースー （賈柏斯）       | 郭彦甫 （アンガス・クォ）        | ラ・ファブズの営業部長                        |
| リリアン （利莉安）             | 林思宇 （コスモス・リン、A'N'D） | シャオチンの親友                              |
| ワン・ズーレン （王子仁）       | 張洛偍 （Roy、4ever）            | サンドイッチ店のオーナー 恋人リリアンと同棲中 |
| チェン・ルーイェン （陳樂妍）   | 袁詠琳 （シンディ・イェン）      | ラ・ファブズ会長の娘                          |

## 主題歌
オープニングテーマ
- 『三明治女孩』

歌 - 江美琪（チャン・メイチー）
エンディングテーマ
- 『Still Love You』

歌 - 張立昂 （マーカス・チャン）

## ソフトウェア

### DVD
販売元：エスピーオー
- 「サンドイッチガールの逆襲 DVD-BOX1」（2019年6月4日）
- 「サンドイッチガールの逆襲 DVD-BOX2」（2019年7月2日）